# Polyortha naevifera
Polyortha naevifera es una especie de polilla de la familia Tortricidae. Se encuentra en Venezuela.